# Dobovjani
Dobovjani (mazedonisch und albanisch definit; kyrillisch Добовјани; albanisch indefinit Dobovjan, im örtlichen albanischen Dialekt Dobovjoni bzw. Dobovjon) ist ein kleines Dorf in der Gemeinde von Struga im Südwesten Mazedoniens auf rund 695 m. Es liegt am Schwarzen Drin, der den Ort in eine nördliche und in eine südliche Hälfte teilt. Laut der letzten Volkszählung von 2021 lebten in Dobovjani 237 Personen. Die Einwohner waren ausschließlich Albaner, die sich zum Islam bekannten.
Nachbardörfer sind im Nordwesten Tašmaruništa, im Nordosten Gorno Tateši und im Südwesten nur einen Kilometer entfernt Velešta. Zu diesen Dörfern geht je eine Landstraße.

## Söhne und Töchter des Dorfes
- Mehdi Polisi (1953–2014), Orientalist